# مقاطعة بينتون (أركنساس)
مقاطعة بينتون (بالإنجليزية: Benton County)‏ هي إحدى مقاطعات ولاية أركنساس في الولايات المتحدة الأمريكية.

## أعلام
- جين ستيفنز
- بنجامين مككولوك